# 岩部美紀
岩部 美紀（いわぶ みき）は、日本の医学者。香川大学医学部教授。肥満による生活習慣病の夢の治療薬として期待されている化合物アディポロン（AdipoRon）を発見したことで知られる。アディポロンによって医療のみならず社会そのものが変わるという推測もあり、マスメディアは偉業と報道した。アディポロンの特許は東京大学と理化学研究所から申請済みである。アディポロンはアディポネクチン受容体として報告されているAdipoR1とAdipoR2に作用すると考えられている。尚、AdipoR1とAdipoR2がアディポネクチンの受容体であるかどうかについては学術上の論争がある。

## 経歴
- 2004年 - 香川医科大学大学院医学系研究科博士課程修了（博士（医学））
- 2004年 - 独立行政法人国立健康・栄養研究所 特別研究員（門脇孝部長）
- 2005年 - 財団法人ヒューマンサイエンス振興財団 リサーチレジデント（門脇孝教授）
- 2006年 - 独立行政法人日本学術振興会 特別研究員（PD）（東京大学医学部附属病院 糖尿病・代謝内科）
- 2009年 - 東京大学医学部附属病院 糖尿病・代謝内科 特任研究員
- 2011年 - 東京大学大学院医学系研究科 特任助教
- 2016年 - 東京大学大学院医学系研究科 統合的分子代謝疾患科学講座 特任講師
- 2017年 - 東京大学大学院医学系研究科 先進代謝病態学講座 特任准教授（講座長）
- 2024年 - 香川大学医学部教授

## 受賞歴
- 日本内分泌学会研究奨励賞[9]
- 日本内分泌学会若手研究奨励賞（YIA）
- 日本肥満学会学術奨励賞
- The 9th Metabolic Syndrome, Type 2 Diabetes and Atherosclerosis Congress, poster award
- The 71st American Diabetes Association Scientific Sessions, American Diabetes Association’s Young Investigator Travel Grant Award
- 日本糖尿病・肥満動物学会若手研究奨励賞
- 日本肥満学会若手研究奨励賞（YIA）
- 日本病態栄養学会研究奨励賞・会長賞
- 西田賞（最優秀論文賞）（香川医科大学）